# Грамаде (Смолянська область)
Грама́де (болг. Грамаде) — село в Смолянській області Болгарії. Входить до складу общини Рудозем.

## Населення
За даними перепису населення 2011 року у селі проживали 164 особи.
Національний склад населення села:
| Національність   | Кількість осіб | Відсоток |
| ---------------- | -------------- | -------- |
| болгари          | 116            | 95,9%    |
| турки            | 0              | 0%       |
| цигани           | 0              | 0%       |
| інша             | 5              | 4,1%     |
| не визначились   | 0              | 0%       |
| Всього відповіли | 121            |          |

Розподіл населення за віком у 2011 році:
Динаміка населення: